# David Twersky
David Twersky (Jiddisch: דוד טװערסקי, רעב דודל סקװירער, Hebreeuws: דוד טברסקי) (Iași, 28 oktober 1940) is een rabbijn van de chassidische beweging Skver (uit Skvyra, Oekraïne).

## Levensloop

### Jeugd
Twersky werd in 1940 geboren in Iași (Koninkrijk Roemenië). In 1945, aan het einde van de Tweede Wereldoorlog, verhuisde zijn familie naar Boekarest. In 1947 emigreerden ze naar de Verenigde Staten, waar ze zich in Borough Park, Brooklyn vestigden, en later in Williamsburg. Twersky's vader, rabbijn Yakov Yosef Twersky, stichtte in 1954 het chassidische dorp New Square - ver van het hectische stadsleven - in Rockland County. 

### Carrière
In april 1968, na de dood van zijn vader (1899-1968), werd Twersky benoemd tot de rebbe van de Skverer. Het dorp New Square telde in destijds ongeveer 126 families (met in totaal 812 inwoners). Twerksy heeft binnen afzienbare tijd een zelfvoorzienende dorpsgemeenschap gecreëerd - met name op het gebied van de productie van melk en andere zuivelproducten. Als fervente tegenstander van (culturele en linguïstische) assimilatie, probeerde hij 'zijn' chassidische beweging af te zonderen van de buitenwereld. Zo groeide New Square in 2020 uit tot een nederzetting met bijna 10.000 inwoners, uitsluitend chassidische joden. Het Jiddisch is tot op heden de belangrijkste communicatietaal in het dorp en is de moedertaal van bijna 90% van de bevolking.

### Privé
Op 18-jarige leeftijd trouwde Twersky met Chana Chaya Hager, de oudste dochter van de Vizhnitzer Rebbe van Benee Brak, rabbijn Moshe Yehoshua Hager. Het echtpaar kreeg vier zonen en drie dochters.